# Antonio Gala
Antonio Gala Velasco (Brazatortas, Ciudad Real, 2 de octubre de 1930-Córdoba, 28 de mayo de 2023) fue un poeta, dramaturgo, novelista, guionista y articulista español.

## Biografía
De nombre de pila Antonio Ángel Custodio Sergio Alejandro María de los Dolores Reina de los Mártires de la Santísima Trinidad y de Todos los Santos, nació y vivió su infancia en Brazatortas, provincia de Ciudad Real, hasta los nueve años. En 1939, su familia se trasladó a Córdoba, donde Antonio escribió sus primeras obras. A los catorce años impartió una conferencia en el Real Círculo de la Amistad, Liceo Artístico y Literario de Córdoba.
Lector precoz de Rainer Maria Rilke, Garcilaso, San Juan de la Cruz y otros autores, estudió desde la temprana edad de quince años la carrera de Derecho en la Universidad de Sevilla y, como alumno libre, Filosofía y Letras, Ciencias Políticas y Económicas en la Universidad de Madrid, en todas las cuales obtuvo la licenciatura.
Al acabar sus estudios universitarios, inició la preparación de oposiciones al Cuerpo de Abogados del Estado, aunque abandonó en un gesto que él recuerda como de rebeldía ante las presiones de su padre. Ingresó después en los cartujos, pero la rígida disciplina monástica no estaba hecha para él, y, como cuenta en su autobiografía, Ahora hablaré de mí (2000), fue expulsado de la orden.
Se mudó entonces a Portugal, donde llevó una vida bohemia. En 1959 comenzó a impartir clases de Filosofía e Historia del Arte y recibió un accésit del Premio Adonáis de poesía por su obra Enemigo íntimo, empezando una exitosa carrera teatral y periodística, que le posibilitó desde 1963 vivir sólo de la escritura. A mediados de 1962 se marchó a Italia, instalándose en Florencia, donde permaneció casi un año. En este tiempo publicó en la revista mensual Cuadernos Hispanoamericanos poemas de su libro La deshonra.
En 1973 sufrió en Madrid una perforación del duodeno que lo llevó al borde de la muerte y durante la convalecencia empezó a utilizar bastón, objeto del que reunió una gran colección, unos 3.000 ejemplares, regalos de amigos y admiradores.
Publicó artículos en el suplemento dominical de El País, desde su fundación en 1976 hasta 1998, en secciones tituladas «Charlas con Troylo», «A los herederos», «A quien conmigo va», etcétera, textos todos estos que fueron recopilados posteriormente en libros.
Comenzó a escribir novelas en los años noventa, iniciándose con El manuscrito carmesí, una novela histórica sobre Boabdil, último rey nazarí de Granada, que ganó el Premio Planeta en 1990.
También colaboró en el diario El Mundo, entre 1992 y 2015, con artículos de opinión breves publicados con el nombre de troneras. El ritmo de creación y publicación de otras obras suyas descendió posteriormente, y en varias ocasiones dio a entender que El pedestal de las estatuas podría ser su última novela.
Creó la Fundación Antonio Gala para Creadores Jóvenes, dedicada a apoyar y becar la labor de artistas jóvenes.
El 14 de diciembre de 2011 recibió el Premio Quijote de Honor 2011 a toda una vida que concede la Asociación Colegial de Escritores de España (ACE).
El 5 de julio de 2011 el escritor hizo público en su tronera del diario El Mundo que padecía «un cáncer de difícil extirpación». En febrero de 2015, durante el homenaje que le brindó la ciudad de Málaga con motivo del nombramiento como Hijo Adoptivo y la entrega de la Medalla de la ciudad, manifestó estar libre ya de una dolencia que había sobrellevado «más tiempo del debido» y afirmó: «Los doctores del Reina Sofía me han declarado libre del cáncer».
Falleció el 28 de mayo de 2023 en el hospital Reina Sofía de Córdoba, donde se encontraba ingresado debido a complicaciones en su estado de salud.

## Ideología
Durante la Transición española (aproximadamente entre 1976 y principios de los años 1981) defendió públicamente posturas de izquierda no enmarcadas en el seno de ningún partido político. En 1978 reivindicó la autonomía para Andalucía en la apertura del Congreso de Cultura Andaluza en Córdoba.
En 1981 fue nombrado presidente de la Asociación de Amistad Hispano-Árabe, cargo que desempeñó durante los primeros años de existencia de esta. Por esta misma época formó parte de la Sociedad de Amistad España-URSS, organización subvencionada por el Gobierno soviético.
En 1985 fue denunciado por un comandante del ejército español por injurias y ofensas al ejército español en su artículo Soldadito español publicado en el diario El País en mayo del mismo año, y donde hacía referencia al pasado Franquista y Fascista del Ejército Español. El caso fue desestimado.
Fue presidente de la plataforma cívica que propugnaba el "no" a la permanencia de España en la OTAN, cuyo referéndum se celebró en marzo de 1986.
En los últimos años publicó en el diario El Mundo artículos muy críticos con la brutalidad de represión contra civiles palestinos del Estado de Israel, que fueron tachados de antisemitas. El Autor alegó combatir los excesos del Sionismo, y nunca al Pueblo y Cultura Judía, cuya herencia Sefardí yace en Andalucía junto a la Mozárabe.
En 2014 la Comunidad Judía de Madrid (Sionista) se querelló contra él por discriminación, incitación al odio, ofensa a los sentimientos de los miembros de una comunidad religiosa e injurias a raíz de un artículo titulado ¿Los elegidos?

## Obra

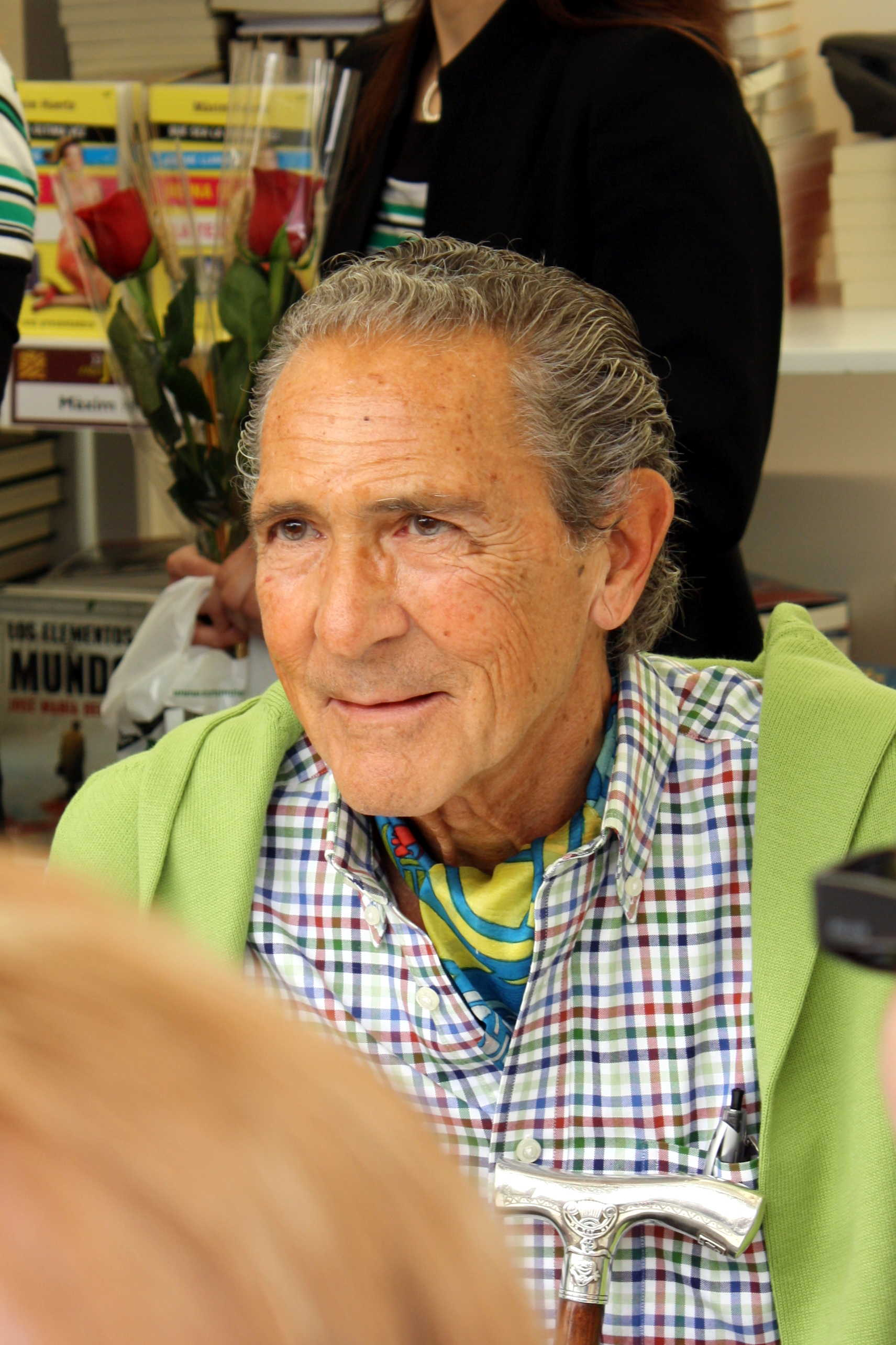
Antonio Gala en 2009.

Gala es un autor de gran éxito entre los lectores en cualquiera de los géneros que cultiva: teatro, columnismo, novela o lírica. Su estilo abunda en imágenes y recursos líricos, y es muy elaborado en lo formal, pero no le faltan detractores por sus críticas a personajes de la actualidad o a personajes históricos.
Sus obras están marcadas por temas históricos, utilizados más para iluminar el presente que para ahondar en el pasado. Comenzó su dramaturgia con Los verdes campos del Edén (1963), Noviembre y un poco de hierba, Los buenos días perdidos (1972), Anillos para una dama (1973), Las cítaras colgadas de los árboles (1974), la comedia ¿Por qué corres, Ulises? (1975), Petra regalada (1980), El hotelito (1985), Séneca o el beneficio de la duda (1987) y en 1989 da el libreto de la ópera Cristóbal Colón. Ha colaborado en series televisivas como Y al final esperanza (1967), Si las piedras hablaran (1972-1973), Paisaje con figuras (1976 y 1980). Otras obras suyas son El cementerio de los pájaros (1982), Samarkanda (1985), Los bellos durmientes (1994), sobre la juventud sin ideales, etc. La amplia obra teatral de Gala ha sido más apreciada por su público que por parte de la crítica, la cual encuentra dificultad a la hora de clasificarla debido al carácter lírico y épico que el autor imprime en su trabajo.
Cultivó todos los géneros literarios posibles, incluidos el periodismo, el relato, el ensayo y el guion televisivo, y ha sido galardonado con numerosos premios, no solo en el ámbito de la poesía, sino también como resultado de su valiosa contribución al teatro y la ópera. En su palmarés figuran múltiples galardones; entre ellos cabe destacar un accésit al Premio Adonáis de poesía por su obra Enemigo íntimo, el Premio Nacional de Teatro Calderón de la Barca (recibido en 1963) por su comedia Los verdes campos del Edén y el premio Planeta por su primera novela, El manuscrito carmesí. Conocieron particular éxito Anillos para una dama (1973), ¿Por qué corres, Ulises? (1975), Petra regalada (1980), Samarkanda (1985), Carmen, Carmen (1988) y La truhana (1992). De su obra poética, inédita en gran parte, resaltan Sonetos de La Zubia, Poemas de amor, Testamento andaluz, la ya citada Enemigo íntimo y El poema de Tobías desangelado (2005).
La llegada de Antonio Gala a la novela fue tardía, pero obtuvo un éxito de público arrollador con novelas como la histórica El manuscrito carmesí y La regla de tres así como La pasión turca, adaptada al cine por el conocido director español, Vicente Aranda. El Águila bicéfala es una colección de artículos sobre el amor. Destaca también en el campo del relato corto con libros como Los invitados al jardín (2002). Publicó sus memorias en 2000 con el título Ahora hablaré de mí.
Resulta notablemente destacable, la riqueza de aforismos insertos en toda su vasta obra. Gala destacó por sus palabras habladas, aforísticas, novelescas, en ensayo, teatrales, periodísticas y poéticas; dejando honda huella en todos los géneros literarios que exploró.

### Teatro
- Los verdes campos del Edén (1963)
- El caracol en el espejo (1964)
- El sol en el hormiguero (1966)
- Noviembre y un poco de hierba (1967)
- Spain's strip-tease (1970)
- Los buenos días perdidos (1972)
- ¡Suerte, campeón! (1973)
- Anillos para una dama (1973)
- Las cítaras colgadas de los árboles (1974)
- ¿Por qué corres, Ulises? (1975)
- Petra regalada (1980)
- La vieja señorita del paraíso (1980)
- El cementerio de los pájaros (1982)
- Trilogía de la libertad (1983)
- Samarkanda (1985)
- El hotelito (1985)
- Séneca o el beneficio de la duda (1987)
- Carmen, Carmen (1988)
- Cristóbal Colón (1989)
- La truhana (1992)
- Los bellos durmientes (1994)
- Café cantante (1997)
- Las manzanas del viernes (1999)
- Inés desabrochada (2003)

### Poesía
- Enemigo íntimo (1959)
- La deshora (1962)
- Meditación en Queronea (1965)
- 11 sonetos de la Zubia (1981)
- Testamento andaluz (1985)
- Poemas cordobeses (1994)
- Poemas de amor (1997)
- El poema de Tobías desangelado (2005)

### Artículos
- Texto y pretexto (1977)
- Charlas con Troylo (1981)
- En propia mano (1985)
- Cuadernos de la Dama de Otoño (1985)
- Dedicado a Tobías (1988)
- La soledad sonora (1989)
- Proas y troneras (1993)
- A quien conmigo va (1994)
- Carta a los herederos (1995)
- Troneras (1996)
- La casa sosegada (1998)

### Narrativa
- El manuscrito carmesí (1990)
- La pasión turca (1993)
- Granada de los nazaríes (1994) (crónica histórica)
- Más allá del jardín (1995)
- La regla de tres (1996)
- El corazón tardío (1998) (relatos)
- Las afueras de Dios (1999)
- Ahora hablaré de mí (2000) (autobiografía)
- El imposible olvido (2001)
- Los invitados al jardín (2002) (relatos)
- El dueño de la herida (2003) (relatos)
- El pedestal de las estatuas (2007)
- Los papeles de agua (2008)

### Guiones de televisión
- ... Y al final, esperanza (1967)
- Cantar del Santiago para todos (1971)
- Si las piedras hablaran (1972)
- Paisaje con figuras (1976)
- Trece noches (1999)

## Premios y galardones
- Accésit del Premio Adonáis de Poesía por Enemigo íntimo (1959)
- Premio Las Albinas, por su relato Solsticio de verano (1963)
- Premio Nacional de Teatro Calderón de la Barca por la comedia Los verdes campos del edén (1963)
- Premio Ciudad de Barcelona de teatro por Los verdes campos del edén (1965)
- Premio de la Crítica, el Quijote de Oro (1972-73)[20]
- Premio Mayte de teatro por Los buenos días perdidos (1973)
- Premio César González Ruano de periodismo por Los ojos de Troylo (1975)
- 1976 Premio Nacional de Guiones y Premio Medios Audiovisuales
- Doctor honoris causa por la Universidad de Córdoba (1982)
- Libro de Oro de los Libreros Españoles (1984)
- Hijo Predilecto de Andalucía (1985)
- Premio Andalucía de las Letras (1989)[20]
- Premio León Felipe a los valores cívicos (1989)
- Premio Planeta de novela por El manuscrito carmesí (1990)
- Premio Hidalgo de la Asociación Nacional Presencia Gitana (1991)[21]
- Medalla de Castilla-La Mancha (1999)[22]
- Max de Honor y el de Periodismo de la Asociación Pro Derechos Humanos (2001)[20]
- Premio de la Fundación Ibn al-Jatib de Estudios y Cooperación Cultural (2005), dependiente del Ayuntamiento de Loja, Granada.
- Miembro de honor en la Real Academia de Córdoba de Ciencias y de las Bellas Letras y Nobles Artes (2008)[20]
- Premio Don Quijote de Honor (2011)
- Premio de las Letras Andaluzas Elio Antonio de Nebrija (2011)
- Hijo Adoptivo de Málaga (2015)
- Premio Turismo de Granada (2015)
- Medalla de San Isidoro de Sevilla, de la Unión Nacional de Escritores de España (2016)
- Premio Nacional de Teatro Pepe Isbert (2020)

## Reconocimientos

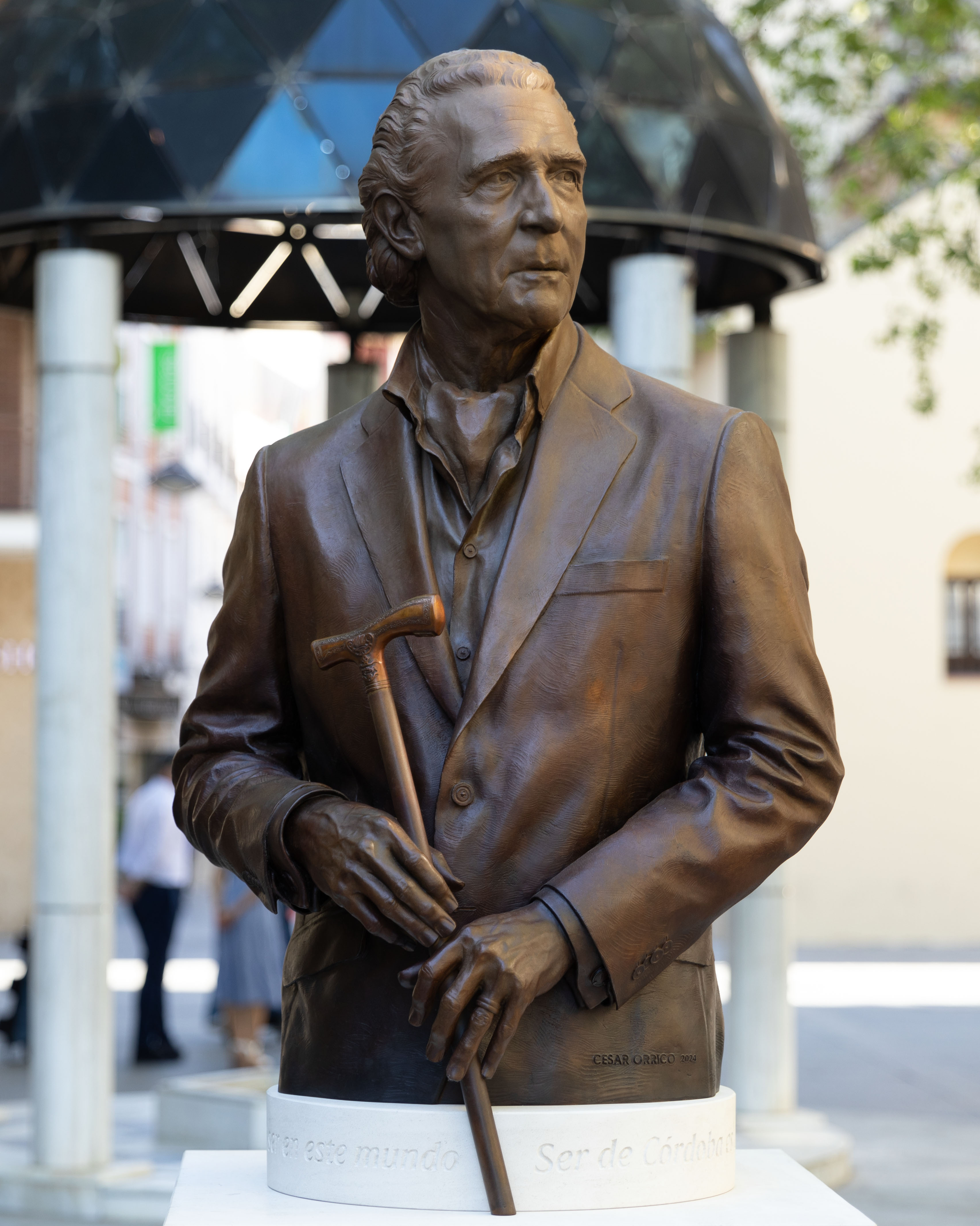
Monumento dedicado a Antonio Gala, obra del escultor César Orrico.

- En el municipio cordobés de Guadalcázar la Biblioteca Municipal lleva el nombre del escritor, que la inauguró en 2011.[23]
- En 2021, se inauguró en Alhaurín el Grande la Casa-Museo de Antonio Gala "La Baltasara", lugar que el autor fijó como su residencia de verano desde los años ochenta y que le sirvió como refugio para escribir gran parte de su obra.
- En diciembre de 2023, el pleno del Ayuntamiento de Córdoba aprobó por unanimidad que la biblioteca municipal lleve el nombre de Antonio Gala, así como la colocación de un busto del poeta junto al Gran Teatro de la ciudad.[24]
- En junio de 2024, el Ayuntamiento de Córdoba inauguró un busto-escultura con su figura realizado por el escultor español César Orrico, ubicado en el bulevar del Gran Capitán y junto al Gran Teatro de la capital cordobesa.[25]